# Liste der Biografien/Bous
Liste der Biografien |
Portal Biografien |
Personensuche
# |
A |
B |
C |
D |
E |
F |
G |
H |
I |
J |
K |
L |
M |
N |
O |
P |
Q |
R |
S |
T |
U |
V |
W |
X |
Y |
Z |
?
 
Ba |
Be |
Bd |
Bg |
Bh |
Bi |
Bj |
Bl |
Bm |
Bn |
Bo |
Br |
Bs |
Bu |
Bw |
By |
Bz
 
Boa–Boc |
Bod |
Boe |
Bof |
Bog |
Boh |
Boi–Bok |
Bol |
Bom |
Bon |
Boo |
Bop |
Boq |
Bor |
Bos |
Bot |
Bou |
Bov–Boz
 
Boua |
Boub |
Bouc |
Boud |
Boue |
Bouf |
Boug |
Bouh |
Boui |
Bouj |
Bouk |
Boul |
Boum |
Boun |
Boup |
Bouq |
Bour |
Bous |
Bout |
Bouu |
Bouv |
Bouw |
Boux |
Bouy |
Bouz
Die Liste der Biografien führt alle Personen auf, die in der deutschsprachigen Wikipedia einen Artikel haben. Dieses ist eine Teilliste mit 64 Einträgen von Personen, deren Namen mit den Buchstaben „Bous“ beginnt.

## Bous
- Bous, Anne (1941–1980), deutsche Kinderbuchillustratorin

### Bousa
- Bousada, María del Carmen (1940–2009), spanische Frau, älteste Mutter der Welt

### Bousc
- Bouscaren, Élisabeth (* 1956), französische Mathematikerin
- Bouscarrut, Sandra (* 1984), deutsche Moderatorin und Journalistin
- Bousch, Valentin († 1541), deutscher Glasmaler
- Bouschen, Peter (* 1960), deutscher Leichtathlet

### Bousd
- Bousdoukos, Adam (* 1974), deutscher Schauspieler griechischer HerkunftAdam Bousdoukos (* 1974)

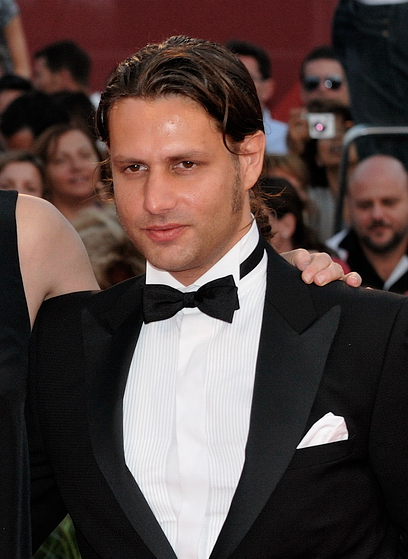
Adam Bousdoukos (* 1974)

### Bouse
- Bousebouze, slawischer Fürst 844
- Bousenine, Samir (* 1991), andorranischer Fußballnationalspieler

### Bousf
- Bousfield, Aldridge (1941–2020), US-amerikanischer Mathematiker
- Bousfield, Ian (* 1964), britischer Posaunist

### Boush
- Boushaki, Shahnez (* 1985), algerische Basketballspielerin
- Boushaki, Sidi (1394–1453), malikitischer Rechtsgelehrter in Thenia
- Boushal, Nawaf (* 1999), saudi-arabischer Fußballspieler
- Boushey, Heather (* 1970), US-amerikanische Wirtschaftswissenschaftlerin
- Boushie, Colten († 2016), kanadisches Tötungssopfer

### Bousk
- Bouška, Karel (1933–2001), tschechoslowakischer Radrennfahrer
- Bouska, Rezső (* 1895), ungarischer Radrennfahrer
- Boušková, Jana (* 1954), tschechische Schauspielerin

### Bousm
- Bousman, Darren Lynn (* 1979), US-amerikanischer FilmregisseurDarren Lynn Bousman (* 1979)

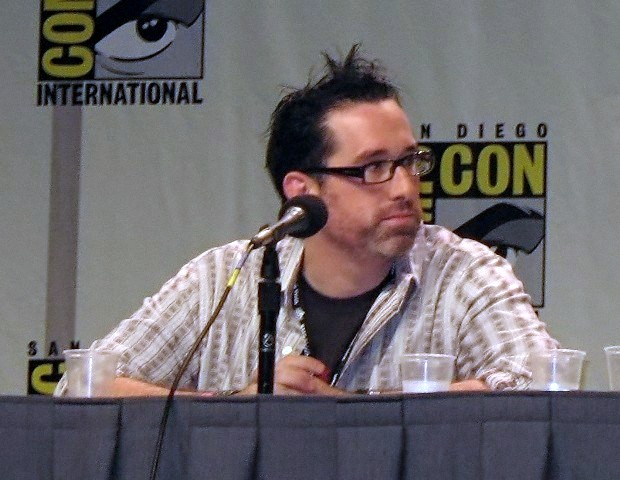
Darren Lynn Bousman (* 1979)

### Bousn
- Bousnina, Farès (* 2006), tunesisch-französischer Fußballspieler

### Bousq
- Bousquet, Adolphe (1899–1972), französischer Rugby-Union-Spieler
- Bousquet, Annie (1925–1956), französische Autorennfahrerin österreichischer Herkunft
- Bousquet, Dany (* 1973), kanadischer Eishockeyspieler
- Bousquet, Étienne (1925–1998), französischer Gypsy-Jazz-Gitarrist und Sänger
- Bousquet, Francis (1890–1942), französischer Komponist
- Bousquet, François (* 1947), französischer Theologe und römisch-katholischer Geistlicher
- Bousquet, Frédérick (* 1981), französischer Schwimmer
- Bousquet, Georges (1818–1854), französischer Komponist, Dirigent und Musikkritiker
- Bousquet, Georges H. (1845–1937), japanischer Jurist und Dozent
- Bousquet, Jean Louis (1664–1747), schwedischer Generalleutnant
- Bousquet, Jean-Louis (* 1949), französischer Autorennfahrer
- Bousquet, Joë (1897–1950), französischer Schriftsteller
- Bousquet, René (1909–1993), französischer Täter des Holocaust
- Bousquet, Rufus, lucianischer Politiker
- Bousquet-Mélou, Mireille (* 1967), französische Mathematikerin

### Bousr
- Bousrez, Céline (* 1977), französische Triathletin

### Bouss
- Boussaboun, Ali (* 1982), niederländisch-marokkanischer Fußballspieler
- Boussac, Marcel (1889–1980), französischer Textilindustrieller und PferdezüchterMarcel Boussac (1889–1980)

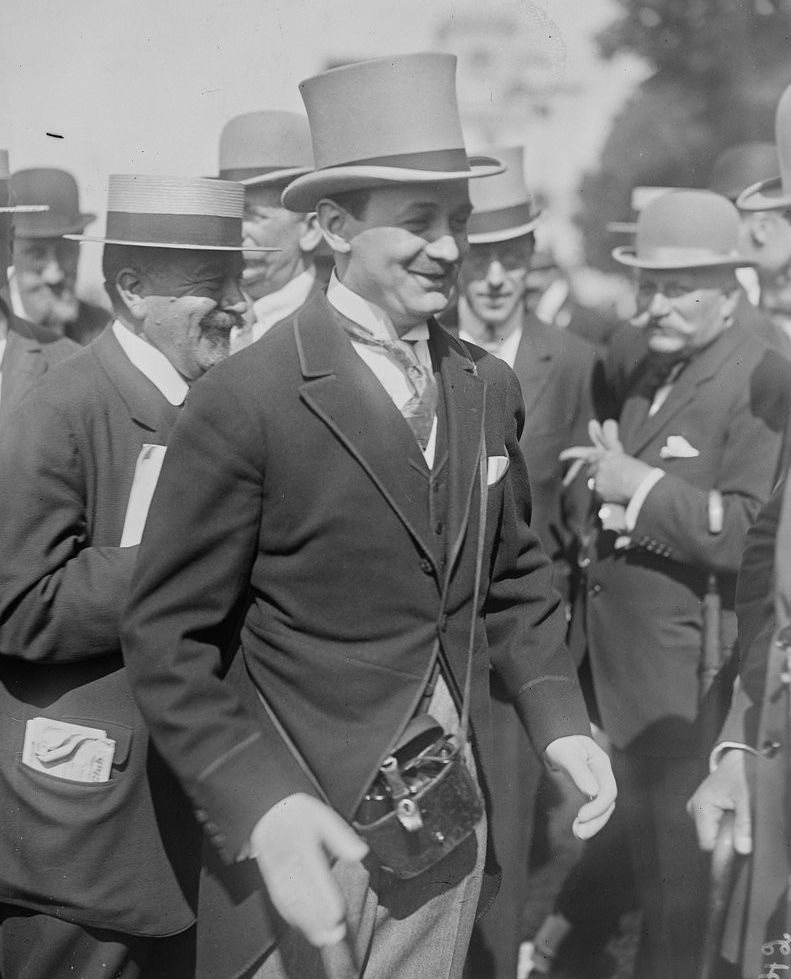
Marcel Boussac (1889–1980)

- Boussagol, Gabriel, französischer Romanist und Hispanist
- Boussaguet, Pierre (* 1962), französischer Jazzmusiker (Kontrabass, Komposition)
- Boussaïd, Rafik (* 1988), algerischer Fußballspieler
- Boussaïdi, Anis (* 1981), tunesischer Fußballspieler
- Boussard, Hervé (1966–2013), französischer Radrennfahrer
- Boussart, Monique (* 1937), Literaturwissenschaftlerin
- Bousseljot, Werner (1934–2024), deutscher Facharzt für Neurologie/Psychiatrie und ehemaliger Militärarzt
- Boussemart, Jean-Jacques (* 1963), französischer Leichtathlet
- Boussenard, Louis (1847–1910), französischer Schriftsteller und Wissenschaftsjournalist
- Boussenot, Georges (1876–1974), französischer Arzt und Kolonial-Politiker
- Bousser, Albert (1906–1995), luxemburgischer Politiker (LSAP), Mitglied der Chambre
- Bousset, Therese, deutsche Erzieherin und Lehrerin
- Bousset, Wilhelm (1865–1920), deutscher evangelischer Theologe
- Boussinesq, Joseph (1842–1929), französischer Mathematiker und Physiker
- Boussingault, Jean-Baptiste (1802–1887), französischer Bergbauingenieur und Naturforscher
- Boussingault, Jean-Louis (1883–1943), französischer Maler
- Boussnina, Sarah-Sofie (* 1990), dänische SchauspielerinSarah-Sofie Boussnina (* 1990)

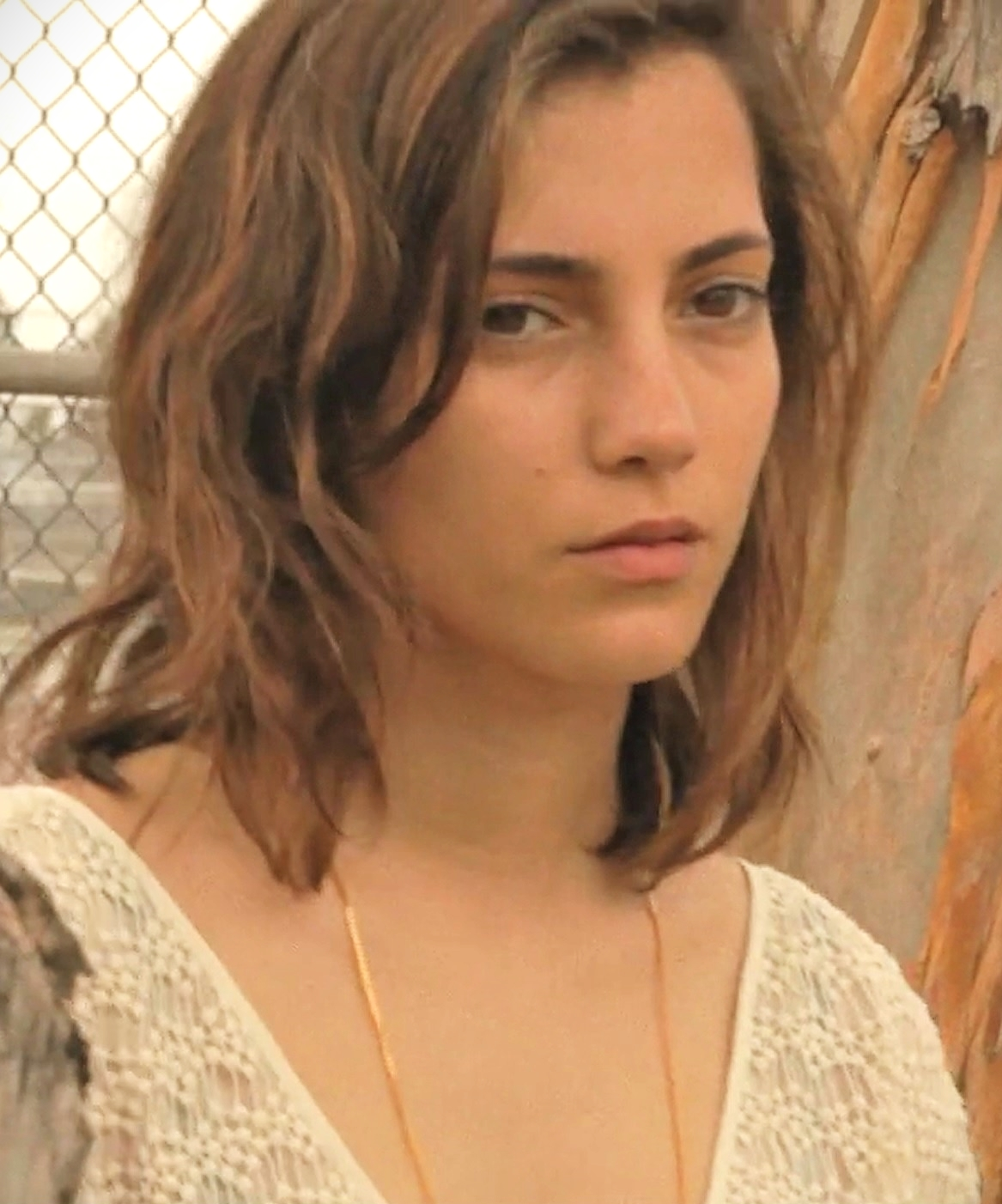
Sarah-Sofie Boussnina (* 1990)

- Bousso, Raphael, theoretischer Physiker
- Boussonville, Ottfried (1927–2009), deutscher Fußballspieler
- Boussouf, Abdelhafid (1926–1980), algerischer Politiker
- Boussoufa, Mbark (* 1984), marokkanischer Fußballspieler
- Boussoukou-Boumba, Pierre-Damien (* 1945), kongolesischer Politiker und Minister (Republik Kongo)

### Boust
- Boustany, Charles (* 1956), US-amerikanischer Politiker
- Boustedt, Christer (1939–1986), schwedischer Jazzmusiker und Schauspieler
- Boustedt, Olaf (1912–1995), deutscher Statistiker, Siedlungs- und Wirtschaftsgeograph sowie Regionalwissenschaftler und Raumforscher